# Kreuz Saint-Jacques (Le Perray-en-Yvelines)

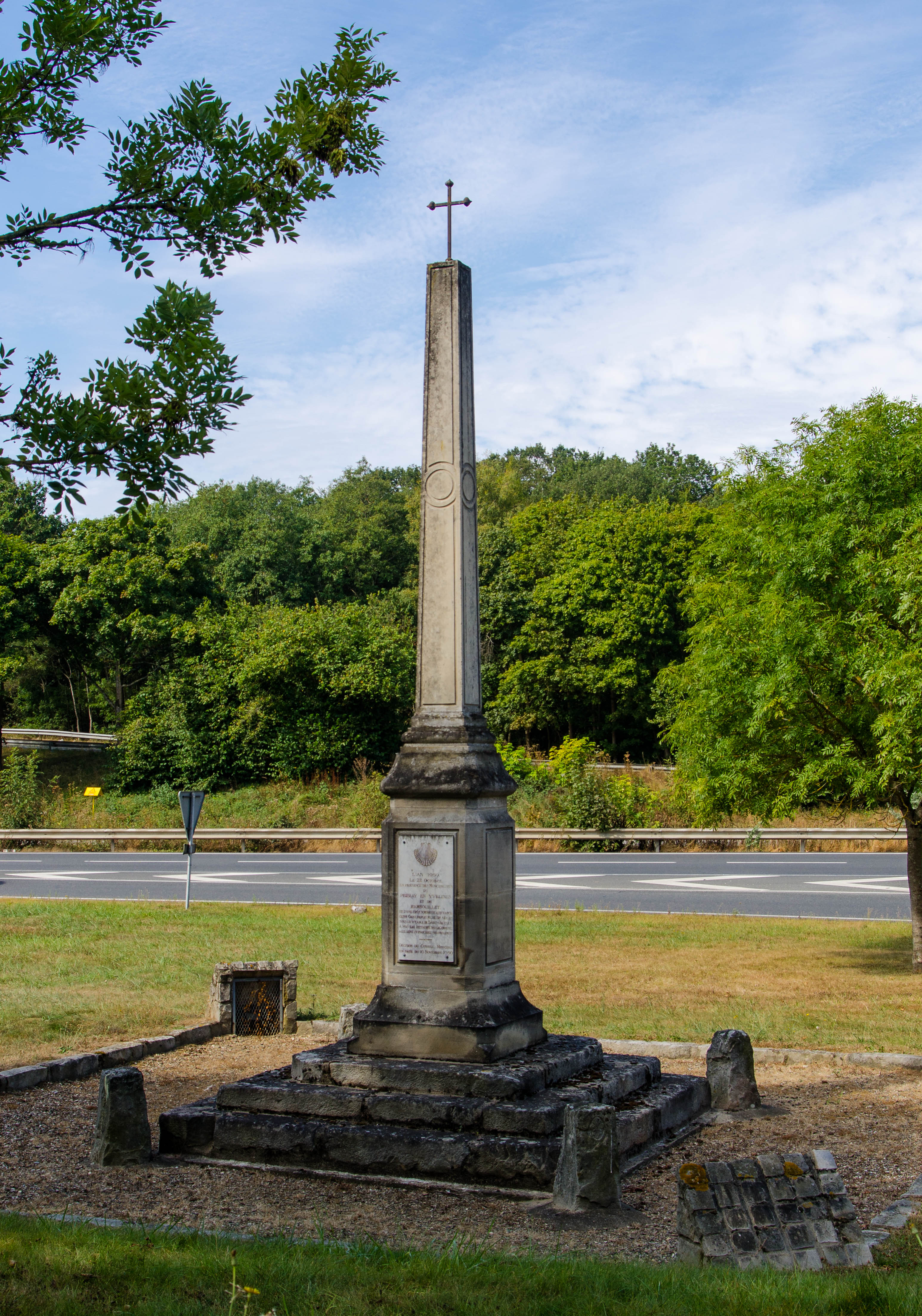
Kreuz Saint-Jacques in Le Perray-en-Yvelines

Das Kreuz Saint-Jacques in Le Perray-en-Yvelines, einer französischen Gemeinde im Département Yvelines der Region Île-de-France, wurde im 18. Jahrhundert errichtet. Das Wegekreuz am Ortsausgang an der Landstraße nach Chartres ist seit 1952 als Monument historique geschützt.
Auf einem dreistufigen Fundament steht ein Sockel mit einem Obelisk, der ein Kreuz aus Schmiedeeisen trägt. Laut der örtlichen Überlieferung soll König Ludwig XV. das Bauwerk in Auftrag gegeben haben.
Der Kreuz trägt den Namen des Apostels Jakobus, weil es an einem Jakobsweg nach Santiago de Compostela steht. 
Die Marmortafeln am Sockel erinnern an die mehrmaligen Reparaturen nach Unfällen und Renovierungen.